# Coendou sanctamartae
El puercoespín de Santa Marta (Coendou sanctamartae) es un roedor de la familia Erethizontidae.
Se encuentra en los bosques secos en las laderas más bajas de las montañas de Sierra Nevada de Santa Marta y Serranía del Perijá, en el norte de Colombia, a altitudes inferiores a 500 y 1100 m, respectivamente, y en las tierras bajas que intervienen, y también puede estar presente en partes cercanas de Venezuela.
Se ha descrito como una subespecie de C. prehensilis. Su cariotipo tiene 2n = 74, FN = 82.